# Playa de Sabugo
La playa de Sabugo es una playa situada en el occidente del Principado de Asturias (España), en el concejo de Valdés y pertenece a la localidad de Sabugo. Está en la Costa Occidental de Asturias, dentro del Paisaje Protegido de la Costa Occidental de Asturias.

## Descripción
Tiene forma de concha, la longitud media es de unos 240-250 m y una anchura media de unos 20 m. Su entorno es rural, con un grado de urbanización y una peligrosidad baja. El acceso peatonal es de unos quinientos m de longitud. El lecho es de arena de grano oscuro y tamaño medio. Suelen estar secas siempre excepto en momentos de fuerte temporal.
Para acceder a la playa hay que partir de las localidades de Otur o Sabugo y cerca de ellos sale una pista de tierra pero en muy buen estado que termina en un aparcamiento, también de tierra. Para llegar a la arena hay que descender pon una caleya que suele estar muy tupida por la vegetación. La playa limita por su flanco oriental con la Playa de Otur de la que está separada por un espigón natural. Está limitada por el este por un acantilado llamado de «Las Crucianas» y por el oeste por el de «La Golgona». En ambos anidan una gran variedad de aves. Esta zona está declarada como Paisaje Protegido con unos paisajes de gran belleza. No dispone de ningún servicio. Las actividades más recomendadas son el surf para el que tiene «Categoría 1» y la pesca recreativa. Playa naturista.